# Ромина Опранди
Ромина Сарина Опранди (родена на 29 март 1986 г. в Йегенщорф, Швейцария) е професионална тенисистка.
Тя има двойно гражданство – швейцаро и италианско. Представя Италия от професионалния си дебют през 2005 г. до месец януари 2012 г., когато става член на Швейцарската тенис федерация. Най-високата ѝ позиция в ранглистата за жени на WTA на сингъл е 32-ро място, постигнато на 10 юни 2013 г.
През 1998 г. печели Ориндж Боул (до 12 г.). Тя има общо 32 титли от веригата на ITF — 22 на сингъл и 10 на двойки. Печелила е една WTA титла на двойки (Маракеш Гран при 2014), а на сингъл е стигала до един финал (Маракеш Гран при 2014) и два полуфинала — на Интернационали Феминили ди Палермо 2010 и УНИЦЕФ Оупън 2011. Побеждавала е бившата номер 1 Ким Клайстерс и бившата номер 4 Франческа Скиавоне. Най-добрият ѝ резултат в турнирите от Големия шлем е 3–ти кръг на Australian Open 2012.

## Лични данни
Майка ѝ се казва Роми, а баща ѝ – Роберто. Има брат, Ромео, който я въвежда в тениса, когато тя е на 6, а сега е и неин треньор. Тя играе на основната линия, а любимият ѝ удар е късата топка; любимата ѝ настилка е червената (клей). Нейните родители притежават собствен спортен център. Ромина обича да играе и футбол, тенис на маса, баскетбол, бадминтон и др. Говори швейцарски немски, английски, френски, италиански и испански. Любимите ѝ градове са Рим и Ню Йорк.

## Финали на турнири отWTA Тур

### Сингъл: 1 (0–1)
| Легенда                            |
| ---------------------------------- |
| Турнири от Големия шлем (0–0)      |
| Шампионат на WTA Тур (0–0)         |
| Задължителни Висши & Висши 5 (0–0) |
| Висши (0–0)                        |
| Международни (0–1)                 |

| Финали по настилка |
| ------------------ |
| Твърда (0–0)       |
| Трева (0–0)        |
| Клей (0–1)         |
| Мокет (0–0)        |

| Изход      | No. | Дата       | Турнир                            | Настилка | Опонент                | Резултат      |
| ---------- | --- | ---------- | --------------------------------- | -------- | ---------------------- | ------------- |
| Финалистка | 1.  | 27/04/2014 | Маракеш Гран при, Маракеш, Мароко | Клей     | Мария Тереса Торо Флор | 3–6, 6–3, 3–6 |

### Двойки: 1 (1–0)
| Легенда                            |
| ---------------------------------- |
| Турнири от Големия шлем (0–0)      |
| Шампионат на WTA Тур (0–0)         |
| Задължителни Висши & Висши 5 (0–0) |
| Висши (0–0)                        |
| Международни (1–0)                 |

| Финали по настилка |
| ------------------ |
| Твърда (0–0)       |
| Трева (0–0)        |
| Клей (1–0)         |
| Мокет (0–0)        |

| Изход     | No. | Дата       | Турнир                           | Настилка | Партньор         | Опоненти                       | Резултат         |
| --------- | --- | ---------- | -------------------------------- | -------- | ---------------- | ------------------------------ | ---------------- |
| Шампионки | 1.  | 27/04/2014 | Маракеш Гран при Маракеш, Мароко | Клей     | Гарбине Мугуруса | Катажина Питер Марина Заневска | 4–6, 6–2, [11–9] |